# Elecciones estatales de Amazonas de 2018
Las elecciones estatales del Amazonas de 2018 se realizaron el 7 de octubre, como parte de las elecciones generales en Brasil. Los amazonenses aptos a votar eligieron a sus representantes en la siguiente proporción: un gobernador, ocho diputados federales, dos senadores y veinte cuatro diputados estatales. De acuerdo con la legislación electoral, en el caso ninguno de los candidatos a los cargos de gobernador alcanza más del 50% de los votos válidos, debido a que ninguno lo logró, una segunda vuelta se realizó el 28 de octubre.

## Candidatos

### Candidatos a gobernador
Siete candidatos disputaron el gobierno de Amazonas:
| #? | #? | Candidato (a) a Gobernador (a) | Candidato (a) a Gobernador (a) | Candidato (a) a Vicegobernador (a) | Candidato (a) a Vicegobernador (a) | Coalición/Partidos                                                                                   |
| -- | -- | ------------------------------ | ------------------------------ | ---------------------------------- | ---------------------------------- | --- |
|    | 55 | Omar Aziz                      | PSD                            | Arthur Bisneto                     | PSDB                               | Amazonas con seguridad Amazonas com segurança PSD, PSDB, DEM, PRB, PTC, PATRI                        |
|    | 12 | Amazonino Mendes               | PDT                            | Rebecca Garcia                     | PP                                 | Yo voto en el Amazonas Eu voto no Amazonas PDT, PP, PRP, AVANTE, PV, PR, SD, PPS, PTB, PHS, PSL, PPL |
|    | 40 | David Almeida                  | PSB                            | Chico Preto                        | PMN                                | Renovar Amazonas Renova Amazonas PSB, PODE, PMN, PROS, PMB                                           |
|    | 20 | Wilson Lima                    | PSC                            | Carlos Almeida                     | PRTB                               | Transformación para un nuevo Amazonas Transformação para um novo Amazonas PSC, PRTB, REDE            |
|    | 50 | Berg da UGT                    | PSOL                           | Ilzanete Campos                    | PSOL                               | PSOL (Sin coalición)                                                                                 |
|    | 16 | Sidney Cabral                  | PSTU                           | Maria Auxiliadora                  | PSTU                               | PSTU (Sin coalición)                                                                                 |
|    | 20 | Lucia Antony                   | PCdoB                          | Socorro Prado                      | PT                                 | El pueblo feliz de nuevo O povo feliz de novo PCdoB, PT                                              |

### Candidatos al Senado Federal
Doce candidatos disputaron los dos escaños para la representación de Amazonas en el Senado Federal:
| #? | #?  | Candidato (a) a Senador | Candidato (a) a Senador | Pacto                               | Partidos                                                  |
| -- | --- | ----------------------- | ----------------------- | ----------------------------------- | --------------------------------------------------------- |
|    | 155 | Eduardo Braga           | MDB                     | Por um Amazonas melhor              | MDB, DC                                                   |
|    | 656 | Vanessa Grazziotin      | PCdoB                   | O povo feliz de novo                | PCdoB, PT                                                 |
|    | 455 | Plínio Valério          | PSDB                    | Amazonas com segurança              | PSD, PSDB, DEM, PRB, PTC, PATRI                           |
|    | 180 | Luiz Castro             | REDE                    | Transformação para um novo Amazonas | REDE, PSC, PRTB                                           |
|    | 222 | Alfredo Nascimento      | PR                      | Eu voto no Amazonas                 | PDT, PP, PRP, AVANTE, PV, PR, SD, PPS, PTB, PHS, PSL, PPL |
|    | 123 | Hissa Abrahão           | PDT                     | Eu voto no Amazonas                 | PDT, PP, PRP, AVANTE, PV, PR, SD, PPS, PTB, PHS, PSL, PPL |
|    | 500 | Luiz Santos             | PSOL                    | Sin pacto                           | PSOL                                                      |
|    | 508 | Rondinely Fonseca       | PSOL                    | Sin pacto                           | PSOL                                                      |

## Resultados
Los candidatos electos se registran en la página del Tribunal Superior Eleitoral de Brasil.

### Gobernador
| Candidato        | Pacto                               | Partido | Primera vuelta | Primera vuelta | Segunda vuelta | Segunda vuelta | Resultado  |
| Candidato        | Pacto                               | Partido | Votos          | %              | Votos          | %              | Resultado  |
| ---------------- | ----------------------------------- | ------- | -------------- | -------------- | -------------- | -------------- | ---------- |
| Wilson Lima      | Transformação para um novo Amazonas | PSC     | 596 585        | 33,73          | 1 033 954      | 58,50          | Gobernador |
| Amazonino Mendes | Eu voto no Amazonas                 | PDT     | 579 016        | 32,74          | 733 414        | 41,50          |            |
| David Almeida    | Renova Amazonas                     | PSB     | 417 203        | 23,59          |                |                |            |
| Omar Aziz        | Amazonas com segurança              | PSD     | 142 804        | 8,07           |                |                |            |
| Lucia Antony     | O povo feliz de novo                | PCdoB   | 26 403         | 1,49           |                |                |            |
| Berg da UGT      | Sin pacto                           | PSOL    | 5433           | 0,31           |                |                |            |
| Sidney Cabral    | Sin pacto                           | PSTU    | 1324           | 0,07           |                |                |            |

### Senadores
| Candidato          | Pacto                               | Partido | Votos   | %     | Resultado |
| ------------------ | ----------------------------------- | ------- | ------- | ----- | --------- |
| Plínio Valério     | Amazonas com segurança              | PSDB    | 834 809 | 25,36 | Senador   |
| Eduardo Braga      | Por um Amazonas melhor              | MDB     | 607 286 | 18,45 | Senador   |
| Luiz Castro        | Transformação para um novo Amazonas | REDE    | 581 553 | 17,66 |           |
| Alfredo Nascimento | Eu voto no Amazonas                 | PR      | 569 766 | 17,31 |           |
| Vanessa Grazziotin | O povo feliz de novo                | PCdoB   | 373 948 | 11,36 |           |
| Hissa Abrahão      | Eu voto no Amazonas                 | PDT     | 282 736 | 8,59  |           |
| Luiz Santos        | Sin pacto                           | PSOL    | 27 488  | 0,83  |           |
| Rondinely Fonseca  | Sin pacto                           | PSOL    | 14 650  | 0,44  |           |

### Diputados federales
A continuación los diputados federales electos por el Estado de Amazonas.
| José Ricardo Wendling | O povo feliz de novo   | PT  | 197 270 | 11,19       | Montenegro | Río Grande del Sur       |              |                        |     |         |      |            |      |
| Pablo Oliva           | Eu voto no Amazonas    | PSL | 151 649 | 8,60        | Manaus     | Amazonas                 |              |                        |     |         |      |            |      |
| Átila Lins            | Eu voto no Amazonas    | PP  | 118 700 | Fonte Boa]] | Amazonas   | [[Fonte Boa (Amazon )\|- | Silas Câmara | Amazonas com segurança | PRB | 117 181 | 6,65 | Río Branco | Acre |
| Alberto Barros        | Amazonas com segurança | PRB | 107 168 | 6,08        | Fortaleza  | Ceará                    |              |                        |     |         |      |            |      |
| Marcelo Ramos         | Eu voto no Amazonas    | PR  | 106 805 | 6,06        | Manaus     | Amazonas                 |              |                        |     |         |      |            |      |
| Sidney Leite          | Amazonas com segurança | PSD | 77 458  | 4,39        | Manaus     | Amazonas                 |              |                        |     |         |      |            |      |
| Bosco Saraiva         | Eu voto no Amazonas    | SD  | 55 477  | 3,15        | Manaus     | Amazonas                 |              |                        |     |         |      |            |      |

### Diputados estatales
A continuación los diputados estatales electos por el Estado de Amazonas.
| Candidato          | Pacto                  | Partido | Votos  | %    | Nacimiento      | Estado         |
| ------------------ | ---------------------- | ------- | ------ | ---- | --------------- | -------------- |
| Dra Mayara         | Eu voto no Amazonas    | PP      | 50 819 | 2,86 | Manaus          | Amazonas       |
| Roberto Cidade     | Sin pacto              | PV      | 33 239 | 1,87 | Manaus          | Amazonas       |
| Dermilson Chagas   | Eu voto no Amazonas    | PP      | 31 625 | 1,78 | Manaus          | Amazonas       |
| Delegado Péricles  | Eu voto no Amazonas    | PSL     | 30 573 | 1,72 | Manaus          | Amazonas       |
| Ricardo Nicolau    | Amazonas com segurança | PSD     | 30 134 | 1,70 | Manaus          | Amazonas       |
| Belarmino Lins     | Eu voto no Amazonas    | PP      | 30 100 | 1,70 | Fonte Boa       | Amazonas       |
| Augusto Ferraz     | Amazonas com segurança | DEM     | 29 663 | 1,67 | Tarauacá        | Acre           |
| Wilker Barreto     | Eu voto no Amazonas    | PHS     | 29 275 | 1,65 | Manaus          | Amazonas       |
| Wilker Barreto     | Sin pacto              | PPS     | 27 880 | 1,57 | Manaus          | Amazonas       |
| Cabo Maciel        | Eu voto no Amazonas    | PR      | 27 258 | 1,54 | Humaitá         | Amazonas       |
| Josué Neto         | Amazonas com segurança | PSD     | 26 924 | 1,52 | Manaus          | Amazonas       |
| Joana Darc         | Eu voto no Amazonas    | PR      | 26 816 | 1,51 | Manaus          | Amazonas       |
| João Luiz          | Amazonas com segurança | PRB     | 25 858 | 1,46 | Río de Janeiro  | Río de Janeiro |
| Serafim Corrêa     | Renova Amazonas        | PSB     | 25 025 | 1,41 | Manaus          | Amazonas       |
| Alessandra Campelo | Por um Amazonas melhor | MDB     | 23 859 | 1,34 | Manaus          | Amazonas       |
| Professor Sinesio  | O povo feliz de novo   | PT      | 22 981 | 1,29 | Santarém        | Pará           |
| Adjuto Afonso      | Eu voto no Amazonas    | PDT     | 21 145 | 1,19 | Manaus          | Amazonas       |
| Dr. Gomes          | Eu voto no Amazonas    | PRP     | 19 759 | 1,11 | Cruzeiro do Sul | Acre           |
| Fausto Junior      | Sin pacto              | PV      | 19 446 | 1,10 | Manaus          | Amazonas       |
| Therezinha Ruiz    | Amazonas com segurança | PSDB    | 17 111 | 0,96 | Manaus          | Amazonas       |
| Felipe Souza       | Eu voto no Amazonas    | PHS     | 16 541 | 0,93 | Manaus          | Amazonas       |
| Carlinhos Bessa    | Sin pacto              | PV      | 16 175 | 0,91 | Tefé            | Amazonas       |
| Álvaro Campelo     | Eu voto no Amazonas    | PP      | 15 992 | 0,90 | Manaus          | Amazonas       |
| Tiago Falcao       | Sin pacto              | PODE    | 13 313 | 0,75 | Manaus          | Amazonas       |